# 維爾瓦河 (維戈爾河右支流)

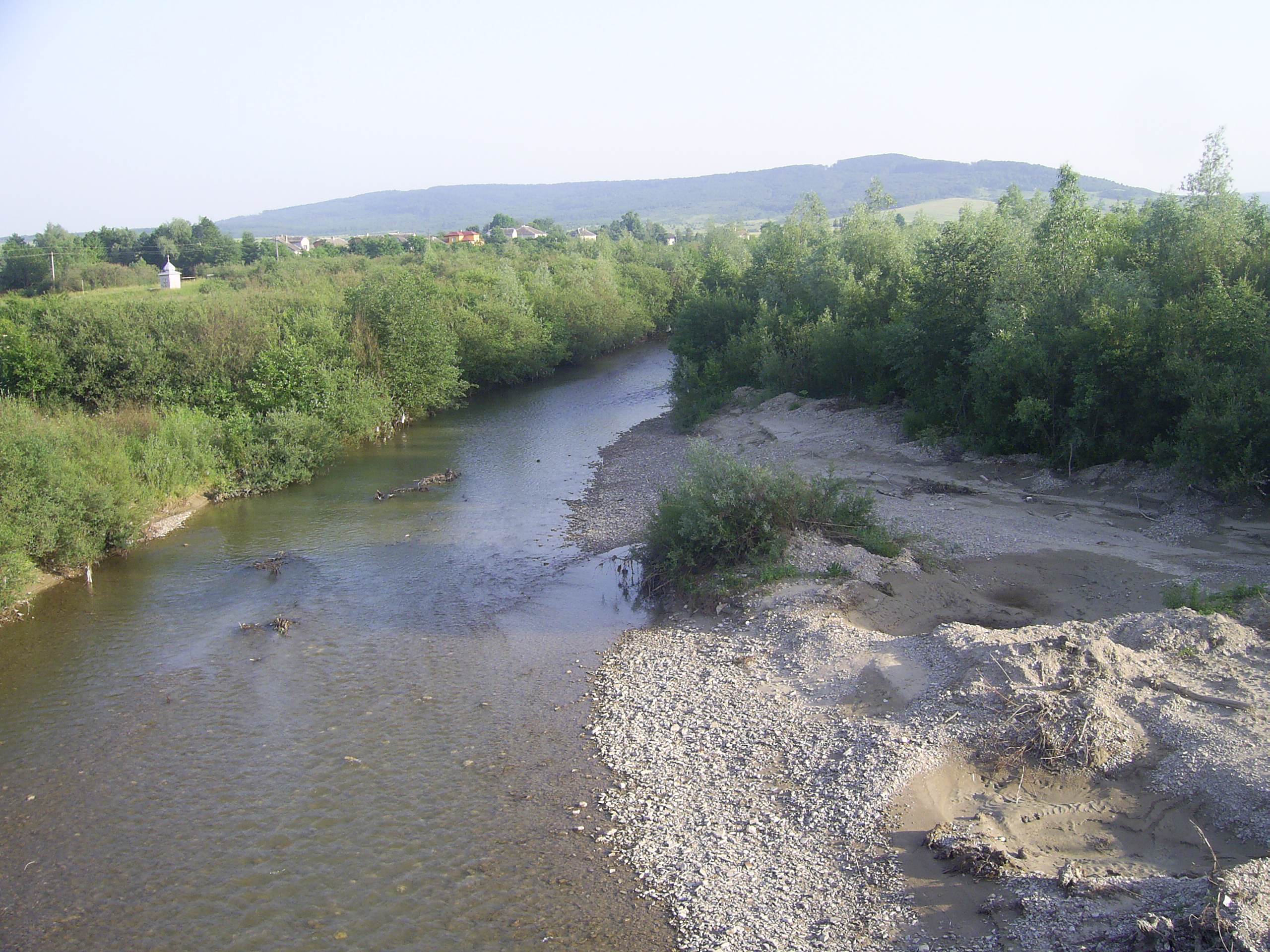

維爾瓦河（烏克蘭語：Вирва），是東歐的河流，屬於維戈爾河的右支流，流經波蘭和烏克蘭利沃夫州，河道全長32公里，流域面積188平方公里，河畔城鎮有克尼亞日皮利、博涅維奇、戈羅季西科、新城、科馬羅維奇、博爾舍維奇和帕齊科維奇。